# Sân bay Egilsstaðir
Sân bay Egilsstaðir (Egilsstaðaflugvöllur trong tiếng Iceland) (IATA: EGS, ICAO: BIEG) là một sân bay ở Egilsstaðir, Iceland. Sân bay này có một đường băng dài 2000 m bề mặt nhựa đường. Hãng hàng không hoạt động chính ở đây là Air Iceland. Iceland Express cung cấp tuyến bay quốc tế nối với Copenhagen ở Đan Mạch vào mùa Hè.

## Các hãng hàng không và các tuyến điểm
- Air Iceland (Reykjavík, Akureyri)
- Iceland Express (Copenhagen)